# When You're Gone (canción de The Cranberries)
«When You're Gone» —literalmente en españolː «Cuando te vas»— es el tercer sencillo, del también tercer álbum de estudio, To the Faithful Departed, del grupo irlandés The Cranberries, publicado el 22 de enero de 1997.

## Vídeo musical
El vídeo comienza con una escena en la que aparece la caseta amarilla que la banda utiliza en la portada del disco y que se encuentra posada sobre un lago. Después el vídeo se torna en blanco y negro y aparece Dolores O'Riordan (vocalista de la banda) vestida totalmente de negro. Después aparece la banda tocando la canción en una habitación lúgubre, al parecer abandonada, en tanto que la caseta sobre el lago se comienza a incendiar. El vídeo termina con la caseta totalmente quemada.

## Lista de canciones
Australian/European Maxi-sencillo
1. «When You're Gone» (edit) - 4:33
2. «Free To Decide» (Live at Pine Knob, Clarkston, MI, 18 de agosto de 1996) - 3:13
3. «Sunday» (Live at Pine Knob, Clarkston, MI, 18 de agosto de 1996) - 3:22
4. «Dreaming My Dreams» (Acoustic - Live at Cadena 40 Principales, Madrid, Spain, 31 de enero de 1995) - 4:22
5. «Zombie» (Acoustic - Live at Cadena 40 Principales, Madrid, Spain, 31 de enero de 1995) -  4:30

North American Maxi-sencillo
1. «When You're Gone» (Edit) - 4:30
2. «Free To Decide» (Álbum Versión) - 4:24
3. «Free To Decide» (Live at Pine Knob, Clarkston, MI, 18 de agosto de 1996) - 3:20
4. «Cordell» - 3:39
5. «Zombie» (MTV Unplugged, Brooklyn Academy of Music, New York, 14 de febrero de 1995) - 4:53
6. «Zombie» (A Camel's Hump Remix) - 7:56
7. «Screen Saver» (Data)

European 2-track single
1. «When You're Gone» (edit) - 4:33
2. «I'm Still Remebering» (Acoustic - Live at Cadena 40 Principales, Madrid, España, 31 de enero de 1995) - 4:32

North American 2-track single
1. «When You're Gone» - 4:55
2. «Free To Decide» - 4:24

CD Promo
1. «When You're Gone» (edit) - 4:29
2. «When You're Gone» - 4:55

## Posicionamiento
| Listas               | Posicionamiento |  |
| -------------------- | --------------- |  |
| Irlanda              | 28              |  |
| Australia            | 40              |  |
| Canadá               | 9               |  |
| Francia              | 26              |  |
| Alemania             | 94              |  |
| Noruega              | 4               |  |
| Suecia               | 31              |  |
| US Billboard Hot 100 | 50              |  |